# Gronowo Elbląskie
Gronowo Elbląskie (niem. Grunau) – wieś w Polsce położona w województwie warmińsko-mazurskim, w powiecie elbląskim, w gminie Gronowo Elbląskie. W latach 1975–1998 miejscowość administracyjnie należała do województwa elbląskiego. Miejscowość jest siedzibą gminy Gronowo Elbląskie.

## Położenie
Gronowo Elbląskie położone jest na Żuławach Elbląskich, około 13 km od Elbląga.

## Historia
Nadanie aktu lokacyjnego wsi nastąpiło w 1370 roku. Okoliczne tereny zasiedlano jednak znacznie wcześniej. Wskazują na to archeologiczne znaleziska z epoki brązu z lat 1500–800 p.n.e. oraz z czasów rzymskich. W czasach świetności osady Truso przez ziemie położone obok Gronowa przebiegał Szlak bursztynowy, co również sprzyjało osiedlaniu się ludności. Podobnie daty lokacji okolicznych miejscowości świadczą o wcześniejszej kolonizacji okolic Gronowa.
Wieś okręgu sędziego ziemskiego Elbląga w XVII i XVIII wieku. 
W 1852 zakończyła się budowa kolei Malbork – Braniewo, prowadzącej przez Gronowo Elbląskie, co pozwoliło skomunikować miejscowość z siedzibą powiatu – Elblągiem. Na przełomie XIX i XX wieku we wsi funkcjonowała mleczarnia.
Jeszcze kilka lat temu na budynku dworca znajdowała się tabliczka, która wskazywała poziom wody w Gronowie w czasie wielkiej powodzi z 1888 roku. W niedzielę palmową 25 marca Gronowo Elbląskie i wiele innych miejscowości w powiatach elbląskim i malborskim znalazło się pod wodą, wskutek pęknięcia wału przeciwpowodziowego nad Nogatem.
5 lipca 1982 roku wmurowano kamień węgielny pod budowę kościoła w Gronowie, a w 1983 rozpoczęto jego budowę. 20 czerwca 1985 roku biskup warmiński Jan Obłąk erygował w Gronowie parafię św. Jana Chrzciciela. Budowa kościoła zakończyła się w 1987 roku.

## Transport

### Transport drogowy
- 4 km od miejscowości przez Jegłownik przebiega droga krajowa : Grzechotki – Elbląg – Jegłownik – Malbork – Kostrzyn nad Odrą

### Transport kolejowy
- Miejscowość położona jest na trasie linii kolejowej nr 204: Malbork – Mamonowo
- Gronowo Elbląskie (stacja kolejowa)

### Transport lokalny
- PKS Elbląg, linia: Elbląg Dworzec Autobusowy – Gronowo Elbląskie – Dzierzgoń
- PKS Elbląg, linia: Elbląg Dworzec Autobusowy – Gronowo Elbląskie – Elbląg Dworzec Autobusowy
- PKS Dzierzgoń, linia: Dzierzgoń – Gronowo Elbląskie – Elbląg Dworzec Autobusowy

## Instytucje publiczne
- Urząd Gminy
- Urząd Stanu Cywilnego
- Gminny Ośrodek Zdrowia
- Posterunek Policji
- OSP w Gronowie Elbląskim
- Gimnazjum
- Szkoła podstawowa
- Przedszkole
- Gminna Biblioteka Publiczna
- Urząd pocztowy
- Gminne Centrum Informacji
- Świetlica gminna Oaza

## Turystyka

### Zabytki
- Budynek dworca kolejowego z 1882 roku[12]

### Pomniki przyrody
- dąb szypułkowy o obwodzie pnia 4 m i wysokości 30 m, uznany za pomnik przyrody[1]

### Inne
- Budynek szkoły w Gronowie Elbląskim[13]
- XX-wieczna willa mieszkalna wybudowana w 1910 roku, stanowiąca charakterystyczny przykład architektury żuławskiej[13]

### Trasy rowerowe
Przez Gronowo Elbląskie przebiegają cztery szlaki rowerowe:
- Szlak rowerowy I: Markusy – Różany – Gronowo Elbląskie – Jegłownik – Wikrowo – Elbląg
- Szlak rowerowy II: Szaleniec – Rozgart – Różany – Gronowo Elbląskie – Jegłownik – Wikrowo – Elbląg
- Szlak rowerowy III: Stare Pole – Fiszewo – Gronowo Elbląskie – Jegłownik – Wikrowo – Elbląg
- Szlak rowerowy IV: Markusy – Różany – Gronowo Elbląskie – Jegłownik – Nogat – Kopanka Pierwsza – Michałowo (śluza)

### Imprezy cykliczne
- Ogólnopolski Złaz Śladami Powstańców Listopadowych – coroczny rajd pieszy, który upamiętnia zamordowanych przez pruskich żołnierzy w pobliskim Fiszewie weteranów Powstania Listopadowego
- Dożynki Gminne

## Kultura
- Gminne Centrum Kultury
- Grupa teatralna EGO

## Sport
- Pomowiec Gronowo Elbląskie – piłka nożna (w sezonie 2011/2012 A-klasa, gr. warm.-maz. II)
- UKS Tajfun Gronowo Elbląskie – piłka nożna, tenis stołowy, unihokej
- Koło PZW w Gronowie Elbląskim

## Osoby związane z Gronowem Elbląskim
- Bronisław Korko – obrońca Westerplatte, po wojnie mieszkaniec Gronowa, gdzie zmarł na posterunku MO w 1968 roku